# Terragnolo
Terragnolo là một đô thị ở tỉnh Trento ở vùng Trentino-Alto Adige/Südtirol của Ý, tọa lạc cách 20 km về phía nam của Trento. Tại thời điểm ngày 31 tháng 12 năm 2004, đô thị này có dân số 784 người và diện tích là 39,4 km².
Terragnolo giáp các đô thị: Folgaria, Rovereto, Trambileno, Laghi và Posina.